# Debates religiosos sobre la serie Harry Potter

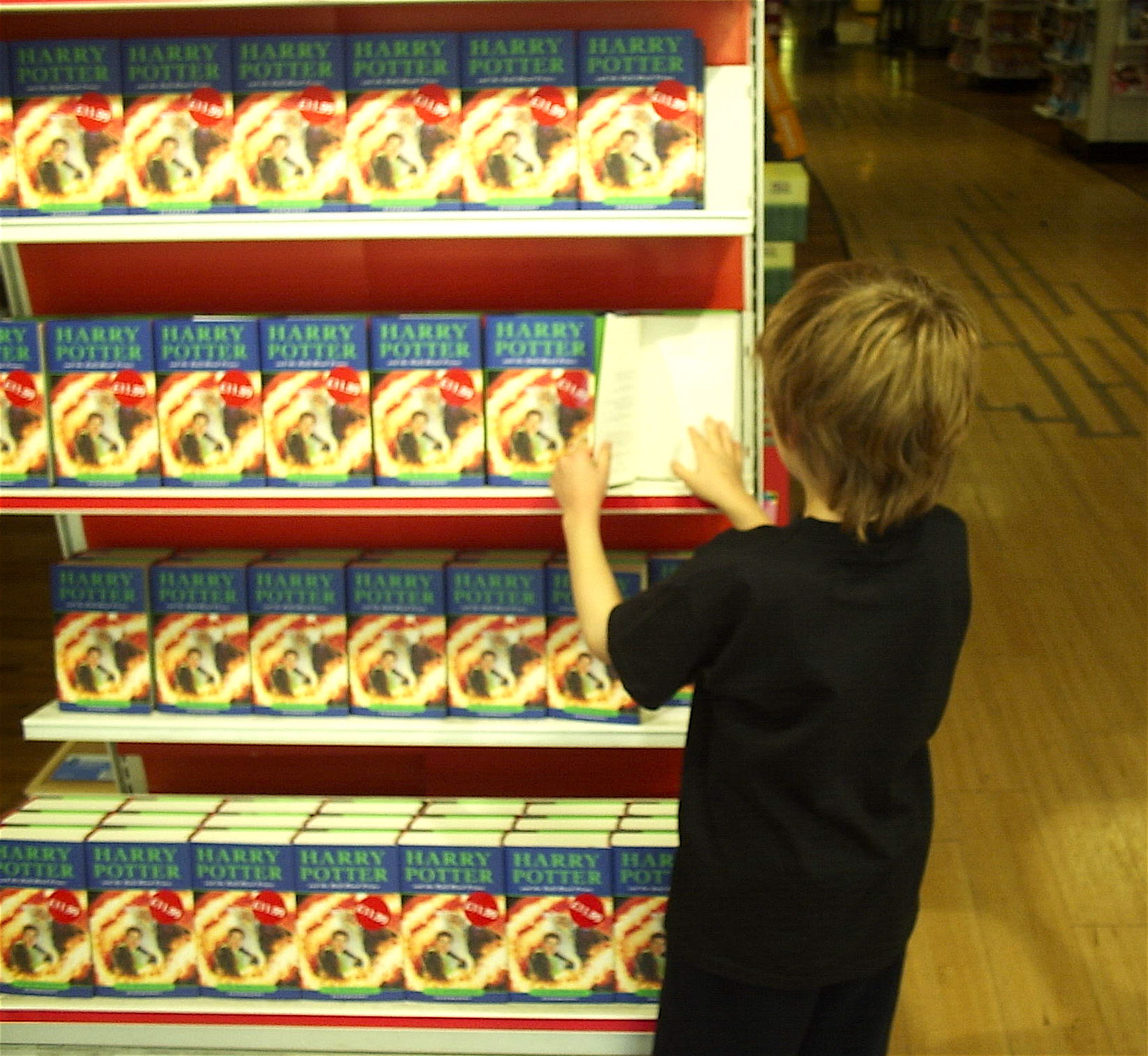
Harry Potter es una novela de fantasía que cuenta la historia de un joven mago llamado Harry Potter.

Los debates religiosos sobre la serie Harry Potter de J. K. Rowling proceden principalmente de conservadores religiosos que aseveran que las historias de Harry Potter contienen elementos de ocultismo o incluso satanismo. Esta oposición abarca muchas líneas religiosas, con protestantes, católicos, cristianos ortodoxos y musulmanes chiitas y suníes argumentando en contra de la saga.
En Estados Unidos ha habido llamadas a prohibir estos libros en los colegios que han desembocado en ocasiones en publicitados procesos legales, esgrimiendo como motivo la mayoría de veces que la brujería es una religión reconocida por el gobierno, y que permitir estos libros en los colegios viola la separación entre iglesia y estado ordenada por la constitución de los Estados Unidos. Las autoridades ortodoxas de Grecia y Bulgaria han protagonizado campañas contra esta saga, y miembros de la jerarquía de la Iglesia católica también han expresado su oposición. Los libros han sido prohibidos en los Emiratos Árabes Unidos y criticados en los medios de comunicación gubernamentales iraníes.
Las respuestas a estas reacciones han llegado desde múltiples lugares, tanto religiosos como laicos. Tanto cristianos como los no cristianos han aseverado que la magia de Harry Potter tiene poco que ver con la brujería de la "vida real" o el ocultismo, y más con la magia mecánica y de cuento de hadas de Cenicienta, Blancanieves y otros cuentos, o a la de los trabajos de C. S. Lewis y J. R. R. Tolkien, dos autores apoyados frecuentemente por los cristianos. No solo no promueven una religión determinada, argumentan, las novelas de Harry Potter hacen todo lo posible para evitar hablar de religión en absoluto.

## Reacciones cristianas

### Reacciones desde el protestantismo evangélico
Muchas de las críticas provienen de grupos de cristianos evangélicos, que señalan que el simbolismo pagano de la serie es peligroso para sus hijos. Paul Hetrick, portavoz de Enfoque a la Familia (Focus on the Family), un grupo estadounidense evangélico con sede en Colorado Springs, señaló las razones que tienen para esta oposición: "[Los libros contienen] algunas lecciones poderosas y valiosas sobre el amor y el coraje, y la victoria última del Bien sobre el Mal; sin embargo, los mensajes positivos están envueltos en un medio - brujería - que está denunciado directamente en las Escrituras." Consecuentemente, Harry Potter ha sido objeto de por lo menos tres quemas de libros locales. Continuando esta línea de razonamiento, en 2002 Chick Publications realizó un cómic titulado "The Nervous Witch" (La bruja nerviosa), que declaraba que "los libros de Potter abren una puerta que mandará a incontables millones de niños al infierno".
Una aseveración común entre los cristianos estadounidenses que critican la obra es que Harry Potter promueve la religión Wicca, por lo que mantener los libros en los colegios públicos vulnera la separación entre iglesia y estado ordenada por la constitución de los Estados Unidos. Como respuesta al caso de Laura Mallory en los tribunales, la fiscal de educación Victoria Sweeny dijo que si los colegios debieran apartar todos los libros que contuvieran referencias a la brujería, deberían prohibir también Macbeth y La Cenicienta.
Jeremiah Films, una compañía de video cristiana (conocida principalmente por su lanzamiento de Clinton Chronicles), también sacó a la venta un DVD titulado Harry Potter: Witchcraft Repackaged (Harry Potter: Brujería Re-empaquetada), que "El mundo de Harry dice que beber la sangre de un animal muerto otorga poder, un sacrificio satánico y la poderosa sangre de Harry da nueva vida, y que hablar con fantasmas y otras personas en el mundo espiritual es normal y aceptable."
En 2001, el periodista evangélico Richard Abanes, que ha escrito varios libros en contra de las sectas, nuevas religiones y el mormonismo, publicó un polémico texto en que se realizaban declaraciones similares a las del video: Harry Potter and the Bible: The Menace Behind the Magick (Harry Potter y la Biblia: La amenaza detrás de la magia). Ediciones posteriores incorporaron comparaciones y contrastes entre Harry Potter y las obras más abiertamente cristianas de C. S. Lewis y J. R. R. Tolkien. En una entrevista con CBN.com, Abaines afirmó que "una de las maneras más sencillas de saber si un libro o una película de fantasía contiene magia del mundo real en ellos es preguntar una simple cosa: "¿Puede mi hijo encontrar información en una biblioteca o librería que le permitirá replicar lo que está viendo en el libro o la película?" Si uno va a ver Las Crónicas de Narnia o a El Señor de los Anillos, lo que ve en la magia de la historia e imaginación no es real. No puede replicarse. Pero si va a algo como Harry Potter, puede encontrar referencias en la astrología, numerología y clarividencia. Sólo se necesitan segundos para ir a la librería o biblioteca para conseguir libros sobre eso y empezar a investigar esos temas, buscar información, y actuar sobre ella."
Este miedo religioso ha inspirado por lo menos dos leyendas urbanas en internet, ambas inspiradas por sátiras accidentalmente tomadas en serio. En 2001, The Onion (La cebolla), una revista de humor estadounidense que satiriza y parodia fenómenos de la cultura pop, realizó un artículo titulado "Harry Potter Sparks Rise in Satanism Among Children" (Harry Potter provoca un aumento del satanismo entre los niños), que declaraba, con ironía evidente, que el Alto Sacerdote del Satanismo había descrito a Harry Potter como “un absoluto enviado del cielo para nuestra causa." Sin más, este artículo se copió en una cadena de correos electrónicos y circuló entre los cristianos como "prueba" de sus opiniones. El año siguiente, el periódico de derechas canadiense National Post publicó un artículo parecido de broma en su columna satírica Post Morten, diciendo que "Rowling -- o, como se la denominará y se hará referencia a partir de ahora, Mrs. J. K. Satan -- dijo que mientras se sentaba en una cafetería un día gris, preguntándose qué hacer con su vida vacía y sin objetivos a la vista, tuvo una epifanía: "Me entregaré, en cuerpo y alma, al Señor Oscuro. Y a cambio, él me dará una riqueza y poder desmedidos sobre los débiles y patéticos seres del mundo. ¡Y lo hizo!"" Este artículo también fue copiado en una cadena de correos electrónicos y publicado como "la verdad" en la web.
No todos los cristianos evangélicos consideran que Harry Potter es necesariamente malo. Las encuestas indican que esta postura es minoritaria; un 7% de los estadounidenses que han oído hablar de los libros tienen una visión negativa de los mismos, y un 52% tienen una visión positiva, mientras que los demás no están seguros. Esto se debe comparar con el 33% de estadounidenses que se declaran evangélicos, y el 39% que interpretan la Biblia literalmente.
La autora evangélica Connie Neal, en sus libros, What's a Christian to Do with Harry Potter? (¿Qué debe hacer un cristiano con Harry Potter?), The Gospel According to Harry Potter (El Evangelio según Harry Potter), y Wizards, Wardrobes, and Wookiees: Navigating Good and Evil in Harry Potter, Narnia, and Star Wars (Magos, Armarios y Wookiees: Navegando entre el Bien y el Mal en Harry Potter, Narnia y la Guerra de las Galaxias), escribió que los libros predican valores cristianos y que pueden ser empleados para educar a los niños de manera cristiana.
La principal revista evangélica estadounidense, Christianity Today, publicó una editorial fuertemente a favor de los libros en enero de 2000, llamando a la saga "Libro de las virtudes" y declarando que a pesar de que la "[m]oderna brujería es efectivamente una religión falsa y seductora, de la que debemos proteger a nuestros hijos", esto no lo representan los libros de Potter, que poseen "magníficos ejemplos de compasión, lealtad, coraje, amistad e incluso sacrificio personal". Sin embargo, ese mismo año Jacqui Komschlies escribió una artículo en esa misma revista comparando a Harry Potter con "veneno para ratas mezclado con cola de naranja," y dijo que "Estamos tomando algo que es mortal del mundo y lo estamos convirtiendo en lo que algunos llaman un 'mero recurso literario.'" De manera similar, desde 2001, la revista Adventist Review publicó diferentes artículos para hacer frente a esta polémica.

### Reacciones desde el catolicismo
La Santa Sede no ha tomado ninguna postura oficial con respecto a la saga. Sin embargo, varios miembros de la Curia Romana, la jerarquía y otros organismos oficiales han ofrecido opiniones encontradas sobre el tema.
En 2003, el Padre Peter Fleetwood, oficial del Consejo Pontificio de la Cultura, realizó una serie de comentarios a favor de la saga en una conferencia de prensa sobre la publicación de Jesucristo portador del agua de la vida — Una reflexión cristiana sobre la «Nueva Era». Como respuesta a una pregunta sobre si la magia de Harry Potter debería considerarse semejante a las prácticas New Age denunciadas en el documento, el Padre Fleetwood declaró que "Si he entendido bien la intención de la autora de Harry Potter, [los libros] ayudan a los niños a ver las diferencias que hay entre el Bien y el Mal. Y ella [Rowling] es muy clara sobre esto." Añadió que Rowling es "cristiana por convicción, cristiana en su estilo de vida, e incluso en su forma de escribir." Este comentario fue utilizado por los medios de comunicación como un apoyo a la saga por parte de la Iglesia católica, y por extensión, del papa en aquel momento, Juan Pablo II, aunque no hay pruebas de que el papa oficialmente aprobara las novelas.
También en 2003 el Prefecto de la Congregación para la Doctrina de la Fe, el cardenal Joseph Ratzinger — quién después sería el papa Benedicto XVI — recibió un manuscrito de un libro crítico con la saga de una autora alemana. En una carta privada expresó su agradecimiento por haber recibido el libro, "Es bueno que usted ilumine a las personas acerca de Harry Potter, ya que este tipo de seducciones pasan sin advertencia y por lo tanto distorsionan el cristianismo en el corazón de los niños antes de que la fe pueda crecer de forma apropiada." También recomendó que ella mandara una copia de su libro al Padre Fleetwood al Consejo de la Cultura. El cardenal posteriormente otorgó a la autora permiso para publicar su carta. Estas cartas del Prefecto se han empleado para sugerir que el anterior pontífice estaba oficialmente en contra de estas novelas.
Las críticas a la saga también proceden del fallecido exorcista oficial de la Archidiócesis de Roma, el Padre Gabriele Amorth, quién cree que "Tras Harry Potter se esconde la marca de rey de las tinieblas, el diablo." Añadió además en el Daily Mail que los libros de la saga hacen una falsa distinción entre la magia negra y la blanca, mientras que, en la realidad, esa distinción "no existe, porque la magia siempre es el camino al diablo." Amorth piensa que los libros pueden ser una mala influencia en los niños porque puede hacer que se interesen por el ocultismo.
Antes de que saliera a la venta Harry Potter y el misterio del príncipe, Fleetwood, ya entonces en las Conferencias del Consejo de Obispos Europeos, concedió una entrevista a Radio Vaticano. En la misma, Fleetwood se reafirmó en su opinión positiva de los libros, y señaló que las cartas del cardenal Ratzniger podrían haber sido escritas por un miembro de la directiva de la congregación, y simplemente firmadas por el Prefecto. También declaró que la opinión del Padre Amorth es meramente eso, una opinión personal de un cura, como lo es la suya.
Para las películas de la serie, la Office for Film and Broadcasting (Oficina de películas y retransmisiones) de la Conferencia de Obispos Católicos de Estados Unidos ha otorgado a cada una de las películas la clasificación "A-II", lo que implica que el contenido de las mismas es apropiado para adultos y adolescentes, y que no es moralmente ofensivo. La Conferencia Episcopal de Estados Unidos incluso calificó la película de Harry Potter y el prisionero de Azkaban como una de las 10 mejores películas familiares de 2004.

### Reacciones desde la ortodoxia
En 2002, las autoridades de la Metrópolis de Didimótico (Grecia), publicó unas declaraciones en las que denunciaban los libros de Harry Potter por ser satánicos, y decían que «ponen en contacto a la gente con lo maligno, la hechicería, lo oculto y la demonología». Las declaraciones también criticaban las supuestas similitudes entre el personaje de Harry Potter y Jesucristo: «está fuera de dudas que Harry fue hecho para parecerse a un joven salvador. Desde su nacimiento hay gente que trata de matarlo, en todo momento está sujeto a la injusticia pero siempre consigue de forma sobrenatural prevalecer y salvar a otros. Let us reflect, who else... is held to be the unjustly treated God?
En junio de 2004, poco después de que el búlgaro Stanislav Ianevski fuese elegido para representar el personaje de Viktor Krum en la adaptación cinematográfica de Harry Potter y el cáliz de fuego, la Iglesia Ortodoxa Búlgara imprimió un artículo en la portada de su diario oficial, alegando que «la magia no es un juego de niños» y que el santo Sínodo había aconsejado que una iglesia en Sofía, la capital de Bulgaria, celebrase liturgias especiales para sanar a aquellos afligidos por los hechizos o poseídos por los espíritus malignos. Se distribuyeron panfletos por toda la ciudad que alegaban que recitar un hechizo de Harry Potter es «como si estuvieses rezando al maligno», y que «Dios odia la magia».
Sin embargo, el diácono de la Iglesia Ortodoxa Rusa Andrei Kuraev aseveró en su libro de 2003 Диакон Андрей Кураев. Гарри Поттер в Церкви: между анафемой и улыбкой (Harry Potter y la Iglesia: entre un anatema y una sonrisa) que los libros de Harry Potter no son tan peligrosos. Entre sus argumentos se cuentan la similitud de los libros con los cuentos de hadas tradicionales y clásicos literarios como la Ilíada, que nadie llama «satánicos»; la diferencia entre la magia de los libros y las prácticas ocultistas reales; la presencia de valores cristianos como la humildad, el amor, el sacrificio y la elección de lo correcto en detrimento de lo fácil.
Kuraev cita otros sacerdotes ortodoxos y miembros de la iglesia como M. Kozlov y S. Pravdoliubov partidarios de este punto de vista.
El académico estadounidense y escritor ortodoxo John Granger ha analizado la saga desde una perspectiva positiva. Granger la defendió en su libro Looking for God in Harry Potter (Buscando a Dios en Harry Potter). Granger argumenta que los libros no promueven lo oculto porque la magia no se basa en invocaciones de ninguna clase de demonio o espíritu. Muestra el contraste en entre la magia ocultista invocacional (llamar a un espíritu para tu provecho) con la magia encantacional común en la literatura (decir una frase para usar el poder de una fuente que no se especifica). Además, los temas del amor triunfando sobre la muerte y la elección de lo correcto sobre lo fácil son muy compatibles con el cristianismo.

### Reacciones desde el anglicanismo
En el año 2000, el deán de la Catedral de Canterbury no permitió que su iglesia apareciera en las películas de Harry Potter como parte del castillo de Hogwarts, alegando que era un inconveniente para una iglesia cristiana ser usada para promover imágenes paganas. La Catedral de Gloucester no tuvo ningún inconveniente en ocupar su lugar; el deán de Gloucester, el reverendo Nicholas Bury, admitió ser un gran admirador de esta saga de la escritora J. K. Rowling: "Pienso que el libro es una maravillosa y tradicional historia infantil y que está magníficamente escrito. Es además divertido, emocionante y puro, y es perfecto para el tipo de familias que se deben animar a leer.". La decisión causó que llegaran una oleada de cartas de protesta al periódico local, el Gloucester Citizen.
También en el año 2000, Carol Rookwood, madre superiora de la Iglesia de Inglaterra de la Isla de St Mary, prohibió llevar los libros a la escuela afirmando que: "La Biblia es muy clara y constante en sus enseñanzas de que los magos, diablos y demonios son muy reales, poderosos y peligrosos, y la gente de Dios no tiene nada que ver con ellos".
El entonces arzobispo de Canterbury Geroge Carey dio buenas críticas de la película Harry Potter y la piedra filosofal en su mensaje de Año Nuevo del año 2002, categorizándola como "una gran diversión", y definiéndola como una película que "provoca algunas preguntas muy ciertas" sobre cuestiones morales.

## Reacciones musulmanas
Aunque la oposición a la saga fundamentada en motivos religiosos ha partido principalmente de cristianos, varios eruditos del islam han sostenido que los temas mágicos del libro entran en conflicto con las enseñanzas islámicas. Se ha registrado una serie de «fatwas online» emitidas por imames contra Harry Potter, en las que lo consideran antiislámico.

### Reacciones suníes
Los libros de Harry Potter fueron prohibidos en las escuelas de los Emiratos Árabes Unidos. De acuerdo con un portavoz del Ministerio de Educación de los EAU, los elementos mágicos y fantásticos del libro son contrarios a los valores islámicos. A pesar de ser prohibidos en las escuelas de los Emiratos, no hay planes para prohibir su venta en las librerías del país.
En agosto de 2007, la policía de Karachi, Pakistán, descubrió y desactivó un coche bomba que se encontraba junto a un centro comercial donde, horas más tarde, estaba planeado que se sacase a la venta la novela final de Harry Potter. El lanzamiento del libro se pospuso por esta causa. Un superintendente de la policía local comentó que «No estamos seguros de si el objetivo de la bomba era el lanzamiento del libro, pero la conexión no puede descartarse».

### Reacciones chiíes
Aunque los libros de Harry Potter se encuentran a la venta en Irán, una editorial de la edición del 26 de julio de 2007 del periódico de extrema derecha dirigido por el gobierno Kayhan, ligado al Líder Supremo de Irán, el ayatolá Alí Jamenei, criticó al Ministerio de Cultura y Orientación Islámica por aprobar la distribución de la novela final de la saga. La editorial aseveraba que el libro «incluye palabras y frases destructivas que se oponen a los valores [de la República Islámica]» y que la seguridad de los aeropuertos había fallado al «[confiar en] el editor británico-estadounidense que tiene colaboradores sionistas, como la Warner Bros». La editorial describió los libros como «proyecto sionista» y aseguró que los «sionistas han gastado miles de millones de dólares» en él.

## Cuestionamientos a la saga
La publicación de los libros en bibliotecas públicas y escolares ha sido cuestionada con frecuencia por centrarse en el tema de la magia, especialmente en los Estados Unidos, donde se lo clasificó séptimo en la lista de libros más cuestionados en las bibliotecas estadounidenses entre 1990 y 2000, a pesar de que se publicó por primera vez en ese país en 1998. En 1999, los libros de Harry Potter fueron contestados 23 veces en 13 estados. De acuerdo con la American Library Association, en la actualidad son los libros más cuestionados del siglo XXI. Ha habido cuestionamientos legales a la saga. Hasta la fecha, ninguno ha tenido como consecuencia que se prohíban los libros en las bibliotecas públicas o escolares ni en Estados Unidos ni en el Reino Unido.
Sin embargo, la ALA destaca que, en general, la oposición a Harry Potter parece estar desvaneciéndose. Tras haber sido considerado el libro más cuestionado de las escuelas estadounidenses durante varios años, no aparece entre los diez primeros puestos desde 2003. El humanista Austin Cline atribuye este declive a las políticas de las bibliotecas que permiten a los padres elegir qué libros prohibir a sus hijos.

### KidSPEAK!
En 1999, en respuesta a las quejas de tres padres, el superintendente de la escuela de Zeeland, Míchigan, Gary Feenstra restringió el acceso a los libros de Harry Potter a los alumnos cuyos padres les dieran una autorización escrita. Informes posteriores aseveran que los padres estaban preocupados por los temas de la magia y la brujería de que trata el libro. En respuesta, los niños emprendieron una campaña de escritura de cartas, formaron clubes y organizaron peticiones, que confluyeron en la formación de una página de internet llamada «Muggles for Harry Potter». Finalmente la página encontró eco en kidSPEAK!, un foro para niños en el que se aborda la censura en general.

### Bibliotecas públicas de Jacksonville, Florida
En 2000, el sistema de bibliotecas públicas de Jacksonville, Florida se enfrentó a un juicio impulsado por el grupo conservador cristiano Libery Counsel de Orlando por haber otorgado el premio Hogwarts’ Certificate of Accomplishment (Certificado de cumplimiento de Hogwarts) a los lectores jóvenes que completasen la cuarta novela de Harry Potter, Harry Potter and the Goblet of Fire. Un padre se quejó: «Si van a dar certificados de brujería también deberían promover la Biblia y dar certificados de religiosidad». Se evitó el problema después de que la Biblioteca acordara dejar de otorgar el certificado.

### Deb DiEugenio
En 2002, en York, Pensilvania, el padre Deb DiEugenio, junto a su pastor, intentaron que se prohibiesen los libros en la escuela de su hija, alegando «Va contra la constitución de mi hija, es maligno, es brujería», «No pago impuestos para que les enseñen a mis hijos brujería». El consejo de la escuela finalmente votó 7-2 a favor de permitir los libros, con una opción para los padres de que sus hijos no pudieran acceder a ellos.

### Escuela Primaria de Birkenhead, Auckland
En julio de 2000, la Escuela Primaria de Birkenhead en Auckland, Nueva Zelanda, prohibió que las novelas de Harry Potter fueran leídas en alto por los profesores en clase tras las protestas de varios padres sobre el supuesto contenido ocultista de la saga. Sin embargo, la prohibición se levantó tras las protestas de estudiantes y alumnos.

### Colegio del Distrito de Durham, Ontario
En 2000, padres cristianos se quejaron ante la Junta del colegio de Durham, Ontario sobre Harry Potter, y consiguieron que los libros fueran retirados de la biblioteca del colegio. Los libros fueron devueltos tras las protestas de la gente.